# قطعنامه ۹۱۳ شورای امنیت
قطعنامه ۹۱۳ شورای امنیت سازمان ملل متحد که در تاریخ ۲۲ آوریل ۱۹۹۴ تصویب شد، سندی بین‌المللی دربارهٔ بوسنی و هرزگوین است. این قطعنامه طی نشست ۳۳۶۷ام با ۱۵ رای موافق، ۰ مخالف و ۰ ممتنع تصویب شد.